# Acanthogorgia turgida
Acanthogorgia turgida är en korallart som beskrevs av Nutting 1911. Acanthogorgia turgida ingår i släktet Acanthogorgia och familjen Acanthogorgiidae. Inga underarter finns listade i Catalogue of Life.